# Pere Arús i Gorina
Pere Arús és el director científic de l'Institut de Recerca i Tecnologia Agroalimentàries. Enginyer agrònom per la Universitat de València (1974), va fer els estudis de doctorat en Genètica a la Universitat de Califòrnia – Davis (1984). Va ser cap del departament de Genètica Vegetal de l'IRTA entre el 1988 i el 2009 i entre el 2007 i el 2009 va dirigir el centre a Cabrils d'aquesta institució. Des de l'any 2009 n'és el director científic. També és subdirector del Centre de Recerca en Agrigenòmica, amb seu a la Universitat Autònoma de Barcelona, des de l'any 2003. Les seves especialitats són la genètica i la genòmica de plantes, així com la millora genètica i l'evolució de conreus. Actualment treballa en aplicacions dels marcadors moleculars en la genètica i millora de cultius com el presseguer, la maduixa i el meló.